# Jesús Rojas Navarro
Jesús Rojas Navarro   (Tres Ríos, 23 de gener de 1903 - Costa Rica, 6 de maig de 1960), conegut amb el sobrenom Chiseta, fou un futbolista costa-riqueny de la dècada de 1930.
Tota la seva carrera la passà a la Sociedad Gimnástica Española de San José, excepte durant la temporada 1935-36, que viatjà a Catalunya per jugar amb el RCD Espanyol.
Va disputar 67 partits internacionals entre 1931 i 1943.